# Laurean Rugambwa
Laurean Rugambwa (ur. 12 lipca 1912 w Bukongo, zm. 8 grudnia 1997 w Dar es Salaam) – tanzański duchowny katolicki, pierwszy afrykański kardynał, arcybiskup Dar-es-Salaam. 

## Życiorys
Gdy miał 8 lat, został ochrzczony wraz z całą rodziną w katolickiej misji Kagonodo. Po ukończeniu seminarium w Katigondo 12 grudnia 1943 roku otrzymał święcenia kapłańskie. Następnie 5 lat pracował jako misjonarz w Afryce Wschodniej. Wysłany na studia do Rzymu ukończył prawo w Instytucie Misyjnym Propaganda Fide. Gdy miał 39 lat, 13 grudnia 1951, Pius XII mianował go biskupem tytularnym Febiana i powierzył mu jednocześnie funkcję wikariusza apostolskiego w Kagera Inferiore. Był pierwszym afrykańskim biskupem konsekrowanym na swojej ziemi – sakrę biskupią przyjął 10 lutego 1952 roku w Rutabo. 25 marca 1953 roku przeniesiony na biskupstwo w Rutabo. Kreowany kardynałem 28 marca 1960 roku przez Jana XXIII, z tytułem prezbitera San Francesco d’Assisi a Ripa Grande. Stał się pierwszym Afrykaninem wyniesionym do tej godności. Był członkiem Głównej Komisji Przygotowawczej Soboru Watykańskiego II, a potem aktywnie uczestniczył w jego pracach. Kładł duży nacisk na wprowadzenie do liturgii elementów rodzimej kultury, był gorącym rzecznikiem apostolatu świeckich. Uczestniczył w trzech konklawe - w 1963 i dwukrotnie w 1978. 19 grudnia 1968 roku przeniesiony na stolicę arcybiskupią w Dar-es-Salaam. 22 lipca 1992 roku Jan Paweł II przyjął jego rezygnację z rządów archidiecezją. 